# أحمد السعدني
أحمد السعدني (مواليد 16 يوليو 1979) هو ممثل مصري وهو ابن الممثل المصري الراحل صلاح السعدني. ظهر لأول مرة كممثل في إحدى حلقات المسلسل التلفزيوني ليالي الحلمية مع والده في عام 1995.

## النشأة
وُلد أحمد صلاح السعدني في 16 يوليو 1979 في حي المهندسين في محافظة الجيزة، وسط عائلة فنية فوالده هو الممثل المصري الكبير صلاح السعدني وعمه هو الصحفي والكاتب الساخر محمود السعدني. تخرج أحمد من كلية التجارة في جامعة القاهرة، لكن رغم تكوينه الأكاديمي البعيد عن الفن، إلا أنه كان يعشق التمثيل منذ نعومة أظافره متأثرًا بوالده الذي كان من نجوم السينما والتلفزيون في مصر، وكان أحمد يرافق والده دائما لمواقع التصوير مما زاد من حبه لهذا المجال.

## مسيرته الفنية
ظهر أحمد السعدني لأول مرة كممثل في إحدى حلقات المسلسل التلفزيوني ليالي الحلمية مع والده في عام 1995. لكن بدايته الحقيقية جاءت من خلال مسلسل رجل في زمن العولمة والذي كان من بطولة والده. ظل أحمد حبيس شاشة التلفزيون حتى سنة 2004 عندما ظهر في فيلم يوم الكرامة.
بعد ذلك تبناه النجم الكبير عادل إمام وأشركه في مجموعة من أعماله، أبرزها فيلم مرجان أحمد مرجان، ومسلسل فرقة ناجي عطا الله.
وبعد المشاركة في مجموعة من الأعمال في الأدوار المساعدة واحتكاكه بنجوم السينما والتلفزيون في مصر، اكتسب أحمد الخبرة التي جعلت المخرجين يضعون فيه الثقة للعب أدوار البطولة، ليقدم أعمال مثل شبر ميه، وبطلوع الروح، وسره الباتع ما جعله من نجوم الصف الأول في مصر.

## أعماله

### أفلام
| - بضع ساعات في يوم ما:2024 - 200 جنيه: 2021 - ليلة هنا وسرور:2018-مستر شهاب - سطو مثلث:2016-علي المراكيبي - سوء تفاهم:2015-يحيى/ أحمد عبد العزيز - المصلحة:2012-يحي أبو العز | - ساعة ونص:2012 - برتيتا:2011-طارق - الوتر:2010-حسن راغب الموزع الموسيقى - مقلب حرامية:2009-زكي كود - أعز أصحاب:2009-محمد امين | - شعبان الفارس:2008-النقيب أحمد السبكى - مرجان أحمد مرجان:2007-الشيخ محمود - عمارة يعقوبيان:2006-خالد عبد الرحيم - وش إجرام:2006-ضابط البوليس - يوم الكرامة:2004-ملازم أول رجائي حتاتة |

### مسلسلات
| - لام شمسية: 2025 - بطلوع الروح: 2022 - منورة بأهلها: 2022 - كله بالحب: 2021 - الشركة الألمانية لمكافحة الخوارق - نمرة اثنين : 2020 - شبر ميه: 2019 - ياسين - زي الشمس:2019-عمر - واكلينها والعة:2018-ضيف شرف - أفراح القبة:2016-أشرف شبندي - وعد:2016-يوسف - الكبريت الأحمر (ج1، 2):2016، 2017-معتز سليمان عدوية - مدرسة الحب:2016 | - كلام على ورق:2014-حمزة قصير - فرق توقيت:2014-ياسر - الشك:2013-ضيف شرف - سندباد:2012-أداء صوتي النسخة العربية المدبلجة. - خطوط حمراء:2012 - فرقة ناجي عطا الله:2012-حسام - المنتقم:2012-عاصم الطحان - قضية صفية:2010-ممدوح - زهرة وأزواجها الخمسة:2010-فريد - راجل وست ستات (ج7):2010 - قمر 14: 2008 - كلمة حق:2008-ضياء مختار أبو العز | - حق مشروع:2007 - من أطلق الرصاص على هند علام:2007-شيحة - قضية نسب:2006-بسام أبن عمر - القاهرة 2000: 2006 - سكة الهلالي:2006-عبد الحميد - المطعم شي توتو:2006 - أحلامنا الحلوة:2005 - مصر الجديدة:2004-محمد شعراوي - رجل في زمن العولمة (ج1، 2):2002، 2003-عمر الحسيني - عمو عزيز:1999-عبد الرحمن - سنوات الشقاء والحب:1998 - ليالي الحلمية( ج5) :1995-مجدي سليمان غانم يافعاً |

| سيب وانا سيب (مسلسل) 2023 - حارة أم دنيا:2017 - واحة الغروب:2012 - سكر هانم:2010-نبيل - الأبواب المغلقة:2010 - حكايا لم تروها شهرزاد:2005 - الدنيا لما تهزر:2002 - الكلام المباح | \| - أنا وبنتي:2018 - قهوة أشرف:2018 - الحكاية مع عمرو أديب:2018 - عيش الليلة:2017 - إللي مني مزعلني:2017 \| - تع إشرب شاي:2017 - في بيتنا ضيف:2016 - أبيض وأسود:2016 - خليها علينا:2015 - سر حليمة:2015 \| - رجعنا صغيرين:2014 - مشبه عليك:2014 - صاحبة السعادة:2014 - رامز عنخ أمون:2013 \| - نوّرت:2012 - ماكنش يومك:2011 - الليلة مع جنا:2011 - دارك:2008 \| |                                                                                |                                                                |
| - أنا وبنتي:2018 - قهوة أشرف:2018 - الحكاية مع عمرو أديب:2018 - عيش الليلة:2017 - إللي مني مزعلني:2017                                                                           | - تع إشرب شاي:2017 - في بيتنا ضيف:2016 - أبيض وأسود:2016 - خليها علينا:2015 - سر حليمة:2015 | - رجعنا صغيرين:2014 - مشبه عليك:2014 - صاحبة السعادة:2014 - رامز عنخ أمون:2013 | - نوّرت:2012 - ماكنش يومك:2011 - الليلة مع جنا:2011 - دارك:2008 |

## وصلات خارجية
- أحمد السعدني على موقع IMDb (الإنجليزية)
- أحمد السعدني على موقع الدهليز
- أحمد السعدني على موقع قاعدة بيانات الأفلام العربية
- أحمد السعدني على موقع قاعدة بيانات الفيلم (الإنجليزية)